# 青麦乡
青麦乡，是中华人民共和国四川省甘孜藏族自治州乡城县曾经下辖的一个乡。2019年12月，撤销青麦乡，将其所属行政区域划归青德镇管辖。

## 行政区划
青麦乡撤销前下辖以下地区：
仁堆村、南吾村、木差村、沙龙村、亚金村、无所村、巴斗村、巴麦村、黑达小村、肯定村、尼木顶村和新村。